# Gasthof zur Post (Grassau)

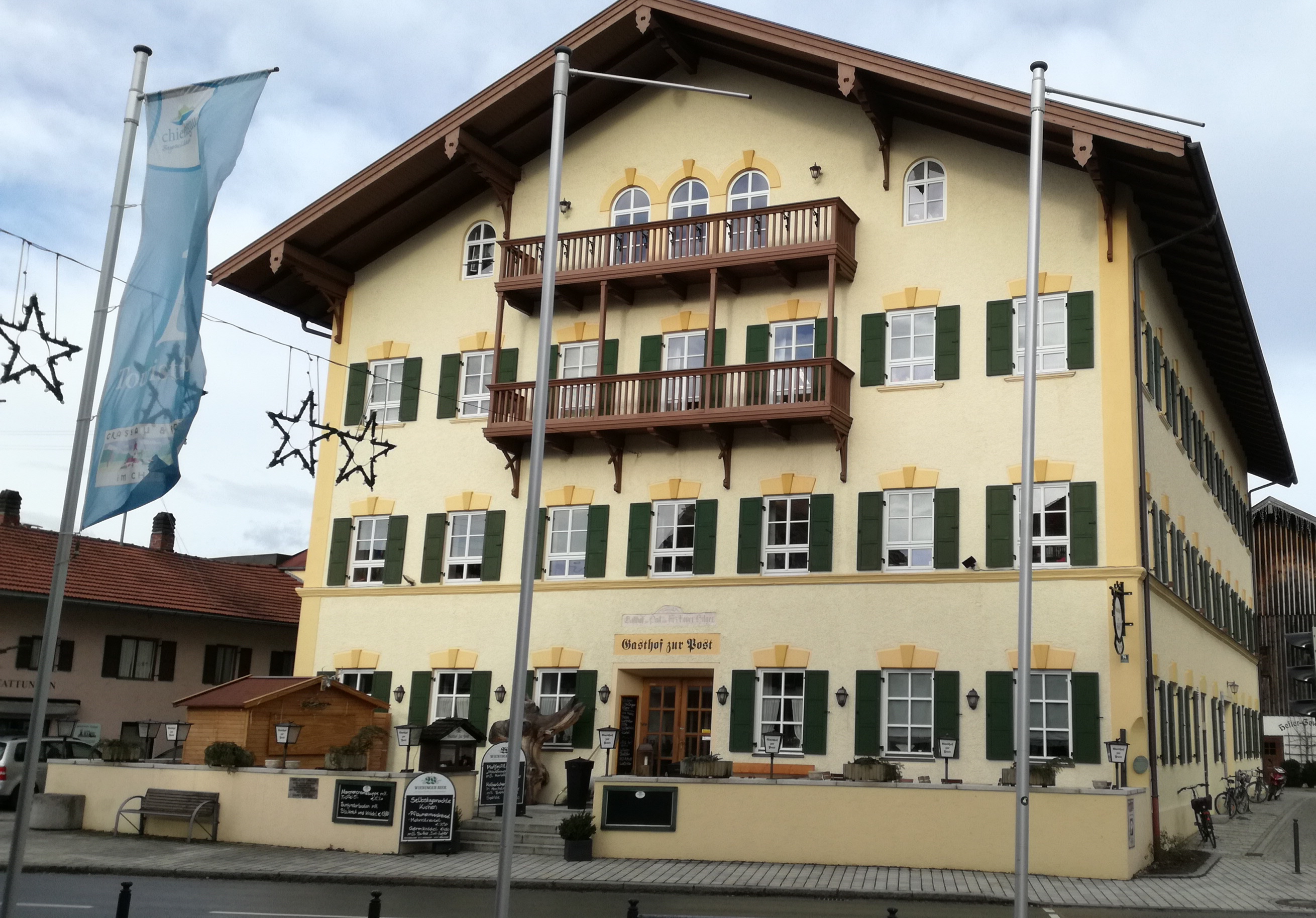
Gasthof zur Post in Grassau

Das Gasthof zur Post in Grassau, einer Marktgemeinde im oberbayerischen Landkreis Traunstein, wurde nach dem Brand des barocken Vorgängerbaues im Jahr 1895 weitgehend neu erbaut. Das Gasthaus am Kirchplatz 8 ist ein geschütztes Baudenkmal.
Der dreigeschossige Bau mit Flachsatteldach besitzt an der Rückseite eine Wappentafel des Klosters Frauenchiemsee, der mit der Jahreszahl 1555 bezeichnet ist.
Ein zugehöriges großes Wirtschaftsgebäude mit Flachsatteldach und mehrschiffig gewölbten Stallungen wurde Ende des 19. Jahrhunderts errichtet.